# Rababe Arafi
Rababe Arafi (arabisch رباب عرافي; * 12. Januar 1991 in Khouribga) ist eine marokkanische Leichtathletin, die im Mittelstreckenlauf antritt. 2012 wurde sie Afrikameisterin über 1500 Meter und 2019 gewann sie bei den Crosslauf-Weltmeisterschaften eine Silbermedaille in der Mixed-Staffel. Zudem ist sie momentane Inhaberin des Landesrekordes über diese Distanz.

## Sportliche Laufbahn

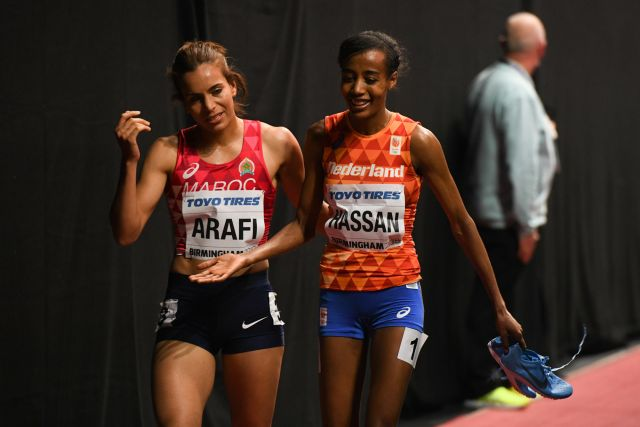
Rababe Arafi und Sifan Hassan in Birmingham 2018

Erste internationale Erfahrungen sammelte Rababe Arafi bei den Crosslauf-Weltmeisterschaften 2007 in Mombasa, bei denen sie ihr Rennen aber nicht beenden konnte. Anschließend nahm sie im 3000-Meter-Lauf an den Jugendweltmeisterschaften in Ostrava teil und belegte dort in 9:47,25 min den zwölften Platz. 2012 siegte sie in 4:05,80 min überraschend im 1500-Meter-Lauf bei den Afrikameisterschaften in Porto-Novo und erlangte so erstmals internationale Aufmerksamkeit, jedoch gelang es ihr nicht, sich für die Olympischen Spiele im selben Jahr in London zu qualifizieren. Im Jahr darauf siegte sie bei den Arabischen Meisterschaften in Doha in 4:53,92 min über 1500 Meter sowie in 3:42,10 min auch mit der marokkanischen 4-mal-400-Meter-Staffel. Anschließend nahm sie erstmals an den Mittelmeerspielen in Mersin teil, konnte ihren Lauf über 1500 Meter aber nicht beenden und wurde mit der Staffel disqualifiziert. Über 1500 Meter qualifizierte sie sich zudem für die Weltmeisterschaften in Moskau, bei denen sie mit 4:09,86 min im Halbfinale ausschied. Daraufhin siegte sie in 4:18,70 min bei den Spielen der Frankophonie in Nizza und in 4:19,27 min bei den Islamic Solidarity Games in Palembang. 2014 gelangte sie bei den Hallenweltmeisterschaften in Sopot bis in das Finale, wurde dort aber wegen einer Bahnübertretung disqualifiziert. Bei den Afrikameisterschaften im heimischen Marrakesch gewann sie in 4:12,08 min die Bronzemedaille hinter der Kenianerin Hellen Obiri und Dawit Seyaum aus Äthiopien. 
2015 gewann sie bei den Arabischen Meisterschaften in Madinat Isa in 5:22,30 min die Silbermedaille hinter der Sudanerin Amina Bakhit. Bei den Weltmeisterschaften in Peking gelangte sie im 800-Meter-Lauf mit 1:58,90 min im Finale auf den vierten Platz, während sie über 1500 Meter mit 4:13,66 min im Finale auf Rang neun gelangte. Anschließend wurde sie bei den Militärweltspielen im südkoreanischen Mungyeong in 4:21,17 min Fünfte. 2016 schied sie bei den Hallenweltmeisterschaften in Portland mit 4:10,82 min in der ersten Runde über 1500 Meter aus. Bei den 
Afrikameisterschaften in Durban gewann sie in 4:03,95 min die Silbermedaille hinter der Südafrikanerin Caster Semenya und belegte im 800-Meter-Lauf in 2:01,49 min Rang fünf. In beiden Bewerben qualifizierte sie sich für die Olympischen Spiele in Rio de Janeiro, bei denen sie ihren Vorlauf über 800 Meter nicht beenden konnte, während sie über die längere Distanz in 4:15,16 min im Finale den zwölften Platz belegte.
2017 siegte sie in 4:18,82 min bei den Islamic Solidarity Games in Baku und anschließend in 4:17,23 min bei den Spielen der Frankophonie in Abidjan. Bei den Weltmeisterschaften in London gelangte sie im 1500-Meter-Lauf bis in das Finale, in dem sie mit 4:04,35 min den achten Platz erreichte. Auch bei den Hallenweltmeisterschaften 2018 in Birmingham wurde sie in 4:14,94 min Achte. Anschließend siegte sie in 2:01,01 min bzw. 4:12,83 min über 800 und 1500 Meter bei den Mittelmeerspielen in Tarragona. Zudem belegte sie mit der marokkanischen Stafette in 3:33,91 min den vierten Platz. Bei den Afrikameisterschaften in Asaba gewann sie in 4:14,12 min erneut die Silbermedaille über 1500 Meter hinter der Kenianerin Winny Chebet und konnte ihren 800-Meter-Vorlauf nicht beenden. Bei den Crosslauf-Weltmeisterschaften 2019 in Aarhus gewann sie mit der gemischten Staffel in 26:22 min die Silbermedaille hinter Äthiopien. Im August gewann sie bei den Afrikaspielen in Rabat in 2:03,20 min die Silbermedaille über 800 Meter hinter der Äthiopierin Hirut Meshesha. Kurz darauf erreichte sie bei den Weltmeisterschaften in Doha über 800 Meter bis in das Finale, in dem sie in 2:00,48 min den siebten Platz belegte. 2021 wurde sie beim British Grand Prix in 4:07,73 min Zweite über 1500 m und anschließend gelangte sie bei der Doha Diamond League in 1:59,83 min Dritte über 800 m. Daraufhin schied sie bei den Olympischen Spielen in Tokio mit 1:59,86 min im Halbfinale aus und kam über 1500 m im Vorlauf nicht ins Ziel.
Nachdem Arafi 2022 keine Wettkämpfe bestritten hatte, gewann sie 2023 bei den Arabischen Meisterschaften in Marrakesch in 4:24,37 min die Goldmedaille über 1500 Meter.

## Persönliche Bestleistungen
- 800 Meter: 1:57,47 min, 20. Juli 2018 in Monaco
  - 800 Meter (Halle): 2:02,49 min, 27. Januar 2018 in Val-de-Reuil
  - 1000 Meter (Halle): 2:38,21 min, 10. Februar 2019 in Liévin (marokkanischer Rekord)
- 1500 Meter: 3:58,84 min, 16. Juni 2019 in Rabat (marokkanischer Rekord)
  - 1500 Meter (Halle): 4:02,46 min, 8. Februar 2020 in Toruń
- Meile: 4:18,42 min, 12. Juli 2019 in Monaco (marokkanischer Rekord)
  - Meile (Halle): 4:29,74 min, 16. Februar 2019 in Birmingham (marokkanischer Rekord)
- 3000 Meter: 9:34,78 min, 5. Mai 2007 in Meknès
  - 3000 Meter (Halle): 8:54,92 min, 12. Februar 2019 in Eaubonne